# إليا إيليك
إليا إيليك هو لاعب كرة قدم صربي في مركزي الوسط والهجوم، ولد في 26 أبريل 1991 في بلغراد في صربيا. لعب مع إندي إليفن ولويسفيل سيتي.